# Mezzano

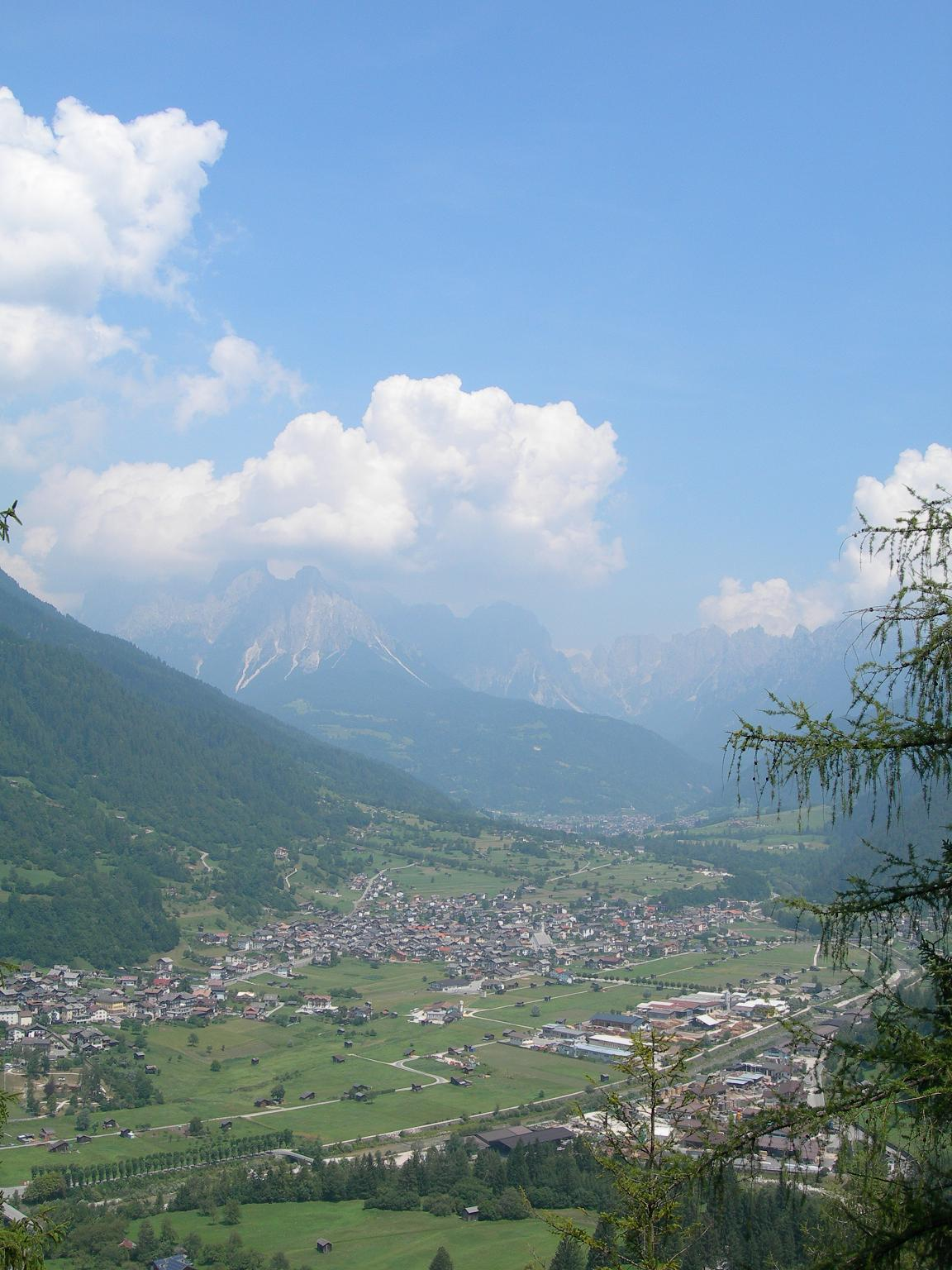
Mezzano nhìn từ Monte Vederna.

Mezzano là một đô thị ở tỉnh Trento ở vùng Trentino-Alto Adige/Südtirol của Ý, tọa lạc cách 50 km về phía đông của Trento. Tại thời điểm ngày 31 tháng 12 năm 2004, đô thị này có dân số 1.644 người và diện tích là 48,9 km².
Mezzano giáp các đô thị: Siror, Canal San Bovo, Cesiomaggiore, Imer, Feltre, Sovramonte và Transacqua.